# 鴻嘉
鴻嘉（こうか）は、中国、前漢の成帝劉驁の治世に行われた4番目の年号。
紀元前20年 - 紀元前17年。

## 西暦との対照表
| 鴻嘉 | 元年   | 2年    | 3年    | 4年    |
| 西暦 | 前20年 | 前19年 | 前18年 | 前17年 |
| 干支 | 辛丑   | 壬寅   | 癸卯   | 甲辰   |